# جاي كلارك (لاعب كرة مضرب)
جاي كلارك (بالإنجليزية: Jay Clarke)‏ هو لاعب كرة مضرب بريطاني، ولد في 27 يوليو 1998 في دربي في المملكة المتحدة.

## وصلات خارجية
- جاي كلارك على موقع رابطة محترفي التنس (الإنجليزية)
- جاي كلارك على موقع الاتحاد الدولي لكرة المضرب (الإنجليزية)
- جاي كلارك على موقع كأس ديفيز (الإنجليزية)
- جاي كلارك على موقع خلاصة التنس.كوم (الإنجليزية)
- جاي كلارك على موقع إي إس بي إن.كوم (الإنجليزية)